# Mike Grundy
Mike Grundy (Wigan, 1 de março de 1987) é um lutador de artes marciais mistas (MMA) inglês, que atualmente luta na categoria peso-pena do UFC.

## Carreira no MMA

### Ultimate Fighting Championship
Em Fevereiro de 2019, foi anunciado que Grundy havia assinado com o UFC. Ele fez sua estreia em 16 de Março de 2019 no UFC Fight Night: Till vs. Masvidal contra Nad Narimani. Grundy venceu via nocaute técnico no segundo round.
Grundy enfrentou Movsar Evloev em 25 de julho de 2020 no UFC on ESPN: Whittaker vs. Till. Ele perdeu por decisão unânime.

## Cartel no MMA
| Cartel no MMA   |             |            |
| 15 lutas        | 12 vitórias | 3 derrotas |
| Por nocaute     | 1           | 0          |
| Por finalização | 8           | 1          |
| Por decisão     | 3           | 2          |

| Res.    | Cartel | Oponente           | Método                               | Evento                             | Data       | Round | Tempo | Local          | Notas              |
| ------- | ------ | ------------------ | ------------------------------------ | ---------------------------------- | ---------- | ----- | ----- | -------------- | ------------------ |
| Derrota | 12-3   | Lando Vannata      | Decisão (dividida)                   | UFC 262: Oliveira vs. Chandler     | 15/05/2021 | 3     | 5:00  | Houston, Texas |                    |
| Derrota | 12-2   | Movsar Evloev      | Decisão (unânime)                    | UFC on ESPN: Whittaker vs. Till    | 25/07/2020 | 3     | 5:00  | Abu Dhabi      |                    |
| Vitória | 12-1   | Nad Narimani       | Nocaute Técnico (socos)              | UFC Fight Night: Till vs. Masvidal | 16/03/2019 | 2     | 4:42  | Londres        | Estreia no UFC.    |
| Vitória | 11-1   | Fernando Bruno     | Decisão (unânime)                    | Aspera FC 58                       | 04/11/2017 | 3     | 5:00  | Gaspar         |                    |
| Vitória | 10-1   | Michael Tobin      | Finalização (guilhotina)             | ACB 65                             | 22/07/2017 | 3     | 4:38  | Sheffield      |                    |
| Vitória | 9-1    | Yutaka Saito       | Decisão (unânime)                    | Professional Shooto 1/29           | 29/01/2017 | 3     | 5:00  | Tokyo          |                    |
| Vitória | 8-1    | Fouad Mesdari      | Finalização (triângulo de mão)       | Shinobi War 9                      | 26/11/2016 | 1     | 2:39  | Liverpool      |                    |
| Vitória | 7-1    | Daniel Vasquez     | Finalização (triângulo de mão)       | ICE Fighting Championships 18      | 28/10/2016 | 1     | 1:15  | Manchester     |                    |
| Vitória | 6-1    | Zsolt Fényes       | Finalização (americana)              | ICE Fighting Championships 17      | 20/08/2016 | 1     | 0:00  | Manchester     |                    |
| Vitória | 5-1    | Marley Swindells   | Decisão (unânime)                    | BAMMA 25                           | 14/05/2016 | 3     | 5:00  | Birmingham     | Volta aos penas.   |
| Vitória | 4-1    | Damian Frankiewicz | Finalização (triângulo de mão)       | BAMMA 21                           | 13/06/2015 | 1     | 3:59  | Birmingham     | Estreia nos Leves. |
| Derrota | 3-1    | Damian Stasiak     | Finalização (triângulo)              | BAMMA 19                           | 28/03/2015 | 2     | 4:18  | Blackpool      |                    |
| Vitória | 3-0    | Mamadou Gueye      | Finalização (estrangulamento d’arce) | BAMMA 18                           | 21/02/2015 | 1     | 3:35  | Wolverhampton  |                    |
| Vitória | 2-0    | Mike Cutting       | Finalização (estrangulamento d’arce) | BAMMA 17                           | 06/12/2014 | 1     | 1:56  | Manchester     |                    |
| Vitória | 1-0    | Ant Phillips       | Finalização (estrangulamento d’arce) | BAMMA 16                           | 13/09/2014 | 1     | 2:47  | Manchester     |                    |